# Badminton la Jocurile Olimpice de vară din 2016
Probele sportive de badminton la Jocurile Olimpice de vară din 2016 s-au desfășurat în perioada 11 - 20 august 2016 la Rio de Janeiro, Brazilia. Competițiile s-au ținut în cel de-al patrulea pavilion al Riocentro. Un total de 172 de sportivi au concurat în cinci probe: simplu masculin, dublu masculin, simplu feminin, dublu feminin și dublu mixt.
Similar cu formatul din 2012, o combinație de meciuri în grupe și o etapă de faze eliminatorii a fost menținută și la aceste jocuri. În toate turneele de dublu, Federația Mondială de Badminton a instituit mai multe modificări ale regulilor competiției, după scandalul de meciuri aranjate la Jocurile Olimpice anterioare. Astfel, toate perechile ce vor termina pe locul al doilea în grupele lor vor fi trase la sorți pentru a stabili cu cine se confruntă în următoarele runde.

## Calificare
Perioada de calificare a avut loc între 4 mai 2015 și 1 mai 2016, iar clasamentul Federației Mondiale de Badminton publicat pe 5 mai 2016 a fost utilizat pentru alocarea locurilor.  Spre deosebire de jocurile anterioare, țările au putut aduce maximum doi jucători, atât în probele de simplu masculin și de simplu feminin, dacă ambii sunt clasați în primele 16 în lume; în caz contrar, un singur loc a fost alocat până la completarea tabloului de 38 de jucători. Reglementări similare s-au aplicat în probele de dublu până la completarea tabloului de 16 echipe.
Pentru fiecare jucător care se califică în mai multe discipline, un loc suplimentar în fiecare dintre turneele de simplu a devenit liber. Dacă nici un jucător de pe un continent nu se poate califica, jucătorul cel mai bine clasat de pe continentul respectiv primește un loc.

## Calendarul competiției
| P | Preliminar | O | Optime | ¼ | Sfert de finală | ½ | Semifinală | F | Finală |

| Dată →          | Joi 11 | Joi 11 | Joi 11 | Vin 12 | Vin 12 | Vin 12 | Sâm 13 | Sâm 13 | Sâm 13 | Dum 14 | Dum 14 | Dum 14 | Lun 15 | Lun 15 | Mar 16 | Mar 16 | Mie 17 | Mie 17 | Joi 18 | Joi 18 | Vin 19 | Vin 19 | Sâm 20 | Sâm 20 |
| Probă ↓         | D      | A      | S      | D      | A      | S      | D      | A      | S      | D      | A      | S      | D      | S      | D      | S      | D      | A      | D      | A      | D      | A      | D      | A      |
| --------------- | ------ | ------ | ------ | ------ | ------ | ------ | ------ | ------ | ------ | ------ | ------ | ------ | ------ | ------ | ------ | ------ | ------ | ------ | ------ | ------ | ------ | ------ | ------ | ------ |
| Masculin simplu | P      | P      | P      | P      | P      | P      | P      | P      | P      | P      | P      |        | O      | O      |        |        | ¼      |        |        |        | ½      |        | F      |        |
| Masculin dublu  | P      | P      | P      | P      | P      | P      | P      | P      | P      |        |        |        | ¼      |        | ½      |        |        |        | F      |        | F      |        |        |        |
| Dublu mixt      | P      | P      | P      | P      | P      | P      | P      | P      |        |        |        | ¼      |        | ½      |        | F      | F      |        |        |        |        |        |        |        |
| Feminin simplu  | P      | P      | P      | P      | P      | P      | P      | P      | P      | P      | P      | P      |        | O      |        | ¼      |        |        | ½      |        | F      |        |        |        |
| Feminin dublu   | P      | P      | P      | P      | P      | P      | P      | P      | P      |        |        |        | ¼      |        | ½      |        |        |        | F      |        |        |        |        |        |

## Podium
| Probă           | Aur                                                | Argint                                                      | Bronz                                                  |
| Masculin simplu | Chen Long · China (CHN)                            | Lee Chong Wei · Malaezia (MAS)                              | Viktor Axelsen · Danemarca (DEN)                       |
| Masculin dublu  | China (CHN) · Fu Haifeng · Zhang Nan               | Malaezia (MAS) · Goh V Shem · Tan Wee Kiong                 | Marea Britanie (GBR) · Chris Langridge · Marcus Ellis  |
| Feminin simplu  | Carolina Marin · Spania (ESP)                      | P.V. Sindhu · India (IND)                                   | Nozomi Okuhara · Japonia (JPN)                         |
| Feminin dublu   | Japonia (JPN) · Misaki Matsutomo · Ayaka Takahashi | Danemarca (DEN) · Christinna Pedersen · Kamilla Rytter Juhl | Coreea de Sud (KOR) · Jung Kyung-eun · Shin Seung-chan |
| Dublu mixt      | Indonezia (INA) · Tontowi Ahmad · Liliyana Natsir  | Malaezia (MAS) · Chan Peng Soon · Goh Liu Ying              | China (CHN) · Zhang Nan · Zhao Yunlei                  |

## Clasament pe medalii
| Loc   | Țară           | Aur | Argint | Bronz | Total |
| ----- | -------------- | --- | ------ | ----- | ----- |
| 1     | China          | 2   | 0      | 1     | 3     |
| 2     | Japonia        | 1   | 0      | 1     | 2     |
| 3     | Indonezia      | 1   | 0      | 0     | 1     |
| 3     | Spania         | 1   | 0      | 0     | 1     |
| 5     | Malaezia       | 0   | 3      | 0     | 3     |
| 6     | Danemarca      | 0   | 1      | 1     | 2     |
| 7     | India          | 0   | 1      | 0     | 1     |
| 8     | Marea Britanie | 0   | 0      | 1     | 1     |
| 8     | Coreea de Sud  | 0   | 0      | 1     | 1     |
| Total | Total          | 5   | 5      | 5     | 15    |